# Mariachi
Le mariachi définit à la fois un type de formation musicale emblématique de l'identité mexicaine, le genre musical que leurs pratiques d'interprétation ont défini, et une catégorie de produits culturels commercialisés qui en sont dérivés. En 2011, « le mariachi, musique à cordes, chant et trompette » a été inscrit sur la liste représentative du patrimoine culturel immatériel de l'humanité.
Souvent, un groupe de mariachi traditionnel est constitué de deux trompettes jouant souvent à la tierce, deux à quatre violons reprenant en alternance la mélodie, une vihuela (ressemblant à une petite guitare) donnant le rythme, une à quatre guitares d'accompagnement et un guitarrón, genre de grosse guitare donnant les basses.
Depuis les années 2000, la ranchera est considérée par les médias du Mexique et des États-Unis comme un sous-genre de la musique régionale mexicaine.

## Étymologie
Les premiers emplois écrits du mot « mariachi » remontent à 1832. Il s'agit d'un mot d'origine indigène décrivant un ensemble musical et ne dérive pas, comme une légende le fait croire, du mot français « mariage ». Son costume est souvent confondu à l'étranger avec celui du charro.
La musique mariachi telle qu'elle est connue trouve ses origines au XIXe siècle dans l'état mexicain de Jalisco (selon certaines sources dans la ville de Cocula). Les formations mariachis étaient à l'origine proches des orchestres de théâtre espagnols, constitués de violons, harpe et guitares. À la fin du XIXe siècle, la vihuela (remplaçant la harpe), les deux violons et le guitarrón constituaient le quatuor de base des groupes de mariachis.

## Histoire

### Développement
Les compositeurs mexicains ont créé et continuent de créer des milliers d'airs et de chansons pour les mariachis. Les refrains de la majorité des compositions sont chantés par un soliste puis parfois repris en chœur. Certaines formations comportent plusieurs dizaines de musiciens.
Sa musique est utilisée au Mexique lors des jours fériés tels que la fête des mères ou la Vierge de Guadalupe (12 décembre), l'anniversaire de l'indépendance du Mexique (16 septembre), les réunions de famille, les fêtes ou les sérénades. Parmi certains des auteurs ou interprètes les plus importants de chansons pour mariachi figurent: Lucha Reyes, Jorge Negrete, Antonio Aguilar, Pedro Infante, Cuco Sánchez, Javier Solís, Miguel Aceves Mejía, José Alfredo Jiménez, Aída Cuevas, Lucha Villa, Juan Gabriel, Tomás Méndez, Lola Beltrán, Amalia Mendoza, María de Lourdes, Rubén Fuentes, Gilberto Parra Paz, Vicente Fernández , Gerardo Reyes et Manuel Esperón.

### Ajout des trompettes
De 1930 environ aux années 1950, le style mariachi devient progressivement la musique populaire nationale du Mexique. Il existe deux types de mariachi : le traditionnel (orchestres principalement ou uniquement composés d'instruments à cordes), et le moderne (avec l'introduction des trompettes à partir des années 1930). Le son jalisciense de Jalisco a été popularisé par le morceau El Son de la Negra (es), qui à l'origine n'est pas une composition pour mariachis, mais a été adaptée par Blas Galindo.
Le son huasteco, par exemple Malagueña salerosa, une composition de Blas Galindo et d'Elpidio Ramírez et la Serenata huasteca de José Alfredo Jiménez (1926-1973).

### Reconnaissance internationale
Le style mariachi se propage à travers le Mexique puis dans d'autres pays, en particulier en Colombie[Quand ?]. Certains groupes de mariachis de concert très raffinés, inspirés du célèbre Mariachi Vargas de Tecalitlán du Mexique, jouent des spectacles dans des discothèques et des hôtels à Mexico, à Los Angeles et dans quelques autres grandes villes.
En 2011, « Le mariachi, musique à cordes, chant et trompette » a été inscrit sur la liste représentative du patrimoine culturel immatériel de l'humanité. De plus, le Mariachi est également considéré comme l'un des plus grands sons de l'histoire de l'humanité par l'agence spatiale nord-américaine, la NASA. La chanson de Lorenzo Barcelata a été incluse dans la sonde spatiale Voyager 1.

## Ensembles représentatifs
- Mariachi Vargas de Tecalitlán, « meilleurs mariachi du monde » selon Vicente Fernández[8]. Il est fondé par Don Gaspar Vargas le 15 septembre 1897 à Tecalitlán, une municipalité de l'État de Jalisco, au Mexique.

## Compositions
- Guadalajara (en) (1937)
- El Son de la Negra (es) (1940) (version pour mariachis de Blas Galindo)
- Las Mañanitas (en) (version pour mariachis de Vicente Fernández), chanson traditionnelle que les Mexicains chantent pour honorer un être cher le jour de leur anniversaire[9].
- La Marcha de Zacatecas (es) de Genaro Godina, considérée comme le second Hymne national mexicain, est à l'origine une composition pour fanfare militaire, devenu durant la Révolution mexicaine l'hymne de la División del Norte (es). Le Huapango (Moncayo) (es) de José Pablo Moncayo, considéré comme le troisième hymne national mexicain, est une composition pour orchestre symphonique.